# La Croix-de-la-Rochette
La Croix-de-la-Rochette is een gemeente in het Franse departement Savoie (regio Auvergne-Rhône-Alpes) en telt 181 inwoners (1999). De plaats maakt deel uit van het arrondissement Chambéry.

## Geografie
De oppervlakte van La Croix-de-la-Rochette bedraagt 3,0 km², de bevolkingsdichtheid is 60,3 inwoners per km².
De onderstaande kaart toont de ligging van La Croix-de-la-Rochette met de belangrijkste infrastructuur en aangrenzende gemeenten.

## Demografie
Onderstaande figuur toont het verloop van het inwonertal (bron: INSEE-tellingen).